# Salperwick
Salperwick és un municipi francès situat al departament del Pas de Calais i a la regió dels Alts de França. L'any 2007 tenia 492 habitants.

## Demografia

### Població
El 2007 la població de fet de Salperwick era de 492 persones. Hi havia 160 famílies de les quals 28 eren unipersonals (16 homes vivint sols i 12 dones vivint soles), 48 parelles sense fills, 76 parelles amb fills i 8 famílies monoparentals amb fills.
La població ha evolucionat segons el següent gràfic:
Habitants censats

### Habitatges
El 2007 hi havia 385 habitatges, 172 eren l'habitatge principal de la família, 208 eren segones residències i 5 estaven desocupats. 229 eren cases i 1 era un apartament. Dels 172 habitatges principals, 129 estaven ocupats pels seus propietaris, 39 estaven llogats i ocupats pels llogaters i 4 estaven cedits a títol gratuït; 5 tenien una cambra, 1 en tenia dues, 14 en tenien tres, 45 en tenien quatre i 107 en tenien cinc o més. 139 habitatges disposaven pel capbaix d'una plaça de pàrquing. A 67 habitatges hi havia un automòbil i a 83 n'hi havia dos o més.

### Piràmide de població
La piràmide de població per edats i sexe el 2009 era:
| Homes | Edats   | Dones |
| ----- | ------- | ----- |
| 0     | 95 o +  | 0     |
| 0     | 90 a 94 | 0     |
| 4     | 85 a 89 | 0     |
| 0     | 80 a 84 | 0     |
| 0     | 75 a 79 | 4     |
| 8     | 70 a 74 | 12    |
| 8     | 65 a 69 | 4     |
| 12    | 60 a 64 | 16    |
| 0     | 55 a 59 | 0     |
| 12    | 50 a 54 | 4     |
| 20    | 45 a 49 | 20    |
| 16    | 40 a 44 | 12    |
| 36    | 35 a 39 | 28    |
| 20    | 30 a 34 | 32    |
| 8     | 25 a 29 | 20    |
| 4     | 20 a 24 | 16    |
| 16    | 15 a 19 | 12    |
| 8     | 10 a 14 | 16    |
| 28    | 5 a 9   | 32    |
| 20    | 0 a 4   | 32    |

## Economia
El 2007 la població en edat de treballar era de 319 persones, 238 eren actives i 81 eren inactives. De les 238 persones actives 210 estaven ocupades (118 homes i 92 dones) i 28 estaven aturades (11 homes i 17 dones). De les 81 persones inactives 20 estaven jubilades, 30 estaven estudiant i 31 estaven classificades com a «altres inactius».

### Ingressos
El 2009 a Salperwick hi havia 171 unitats fiscals que integraven 509 persones, la mediana anual d'ingressos fiscals per persona era de 16.426 €.

### Activitats econòmiques
Dels 14 establiments que hi havia el 2007, 3 eren d'empreses alimentàries, 1 d'una empresa de fabricació d'altres productes industrials, 4 d'empreses de comerç i reparació d'automòbils, 5 d'empreses d'hostatgeria i restauració i 1 d'una empresa classificada com a «altres activitats de serveis».
Dels 2 establiments de servei als particulars que hi havia el 2009, 1 era un taller de reparació d'automòbils i de material agrícola i 1 restaurant.
Els 3 establiments comercials que hi havia el 2009 eren fleques.
L'any 2000 a Salperwick hi havia 10 explotacions agrícoles que ocupaven un total de 154 hectàrees.

## Equipaments sanitaris i escolars
El 2009 hi havia una escola elemental.

## Poblacions més properes
El següent diagrama mostra les poblacions més properes.